# Художня галерея
Художня галерея, також Картинна галерея, або Пінакотека — приміщення з декількома залами, де зберігають і демонструють твори образотворчого мистецтва.

## Історія виникнення
Перші картинні галереї, або пінакотеки, з'явилися в Давній Греції. Саме слово «пінакотека» переклалається як сховище, приміщення для картин. За схожим принципом створено і слово «бібліотека», тобто сховище, приміщення для книжок.
Греки мали декілька видатних художників, картини яких цінували і передавали нащадкам. Деякі з грецьких художників були героями легенд, що дожили до епох Відродження і бароко (Апеллес, що малював Александра Македонського та ін.)
Первісні пінакотеки мало нагадували сучасні картинні галереї, бо були невеликі і мали небагато картин. На жаль, і пінакотеки, і картини не були збережені. Біографії художників і їх картини відомі з уривків античної літератури. Частково уяву про твори античних майстрів дають стінописи в випадково вцілілих гробницях (стінописи Кносського палацу острова Крит, малі копії картин на керамічних вазах Аттики, голова богині Деметри в місті Керч тощо).

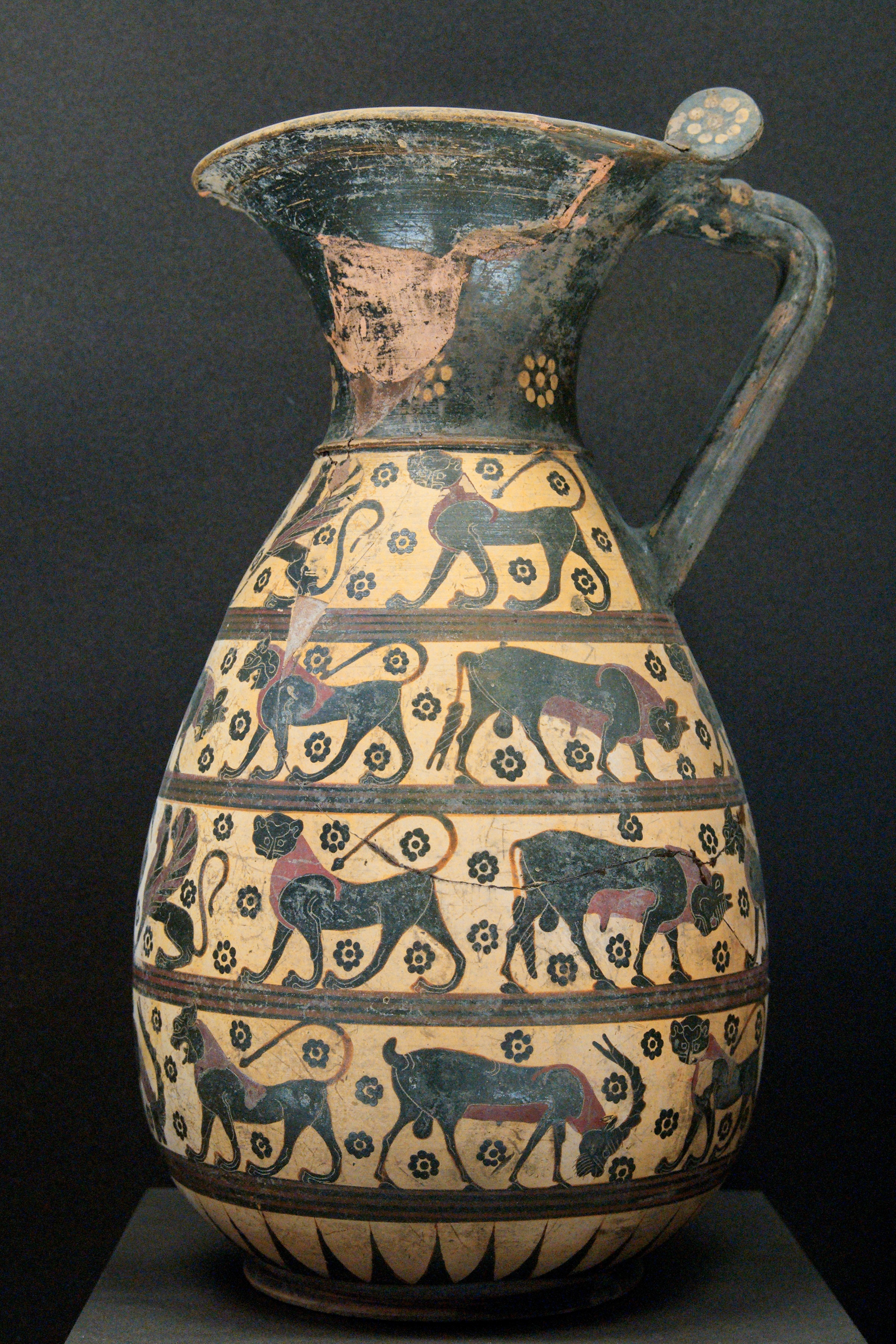
Грецька ольпа з тваринами, орієнталізуючий стиль, Лувр, Париж
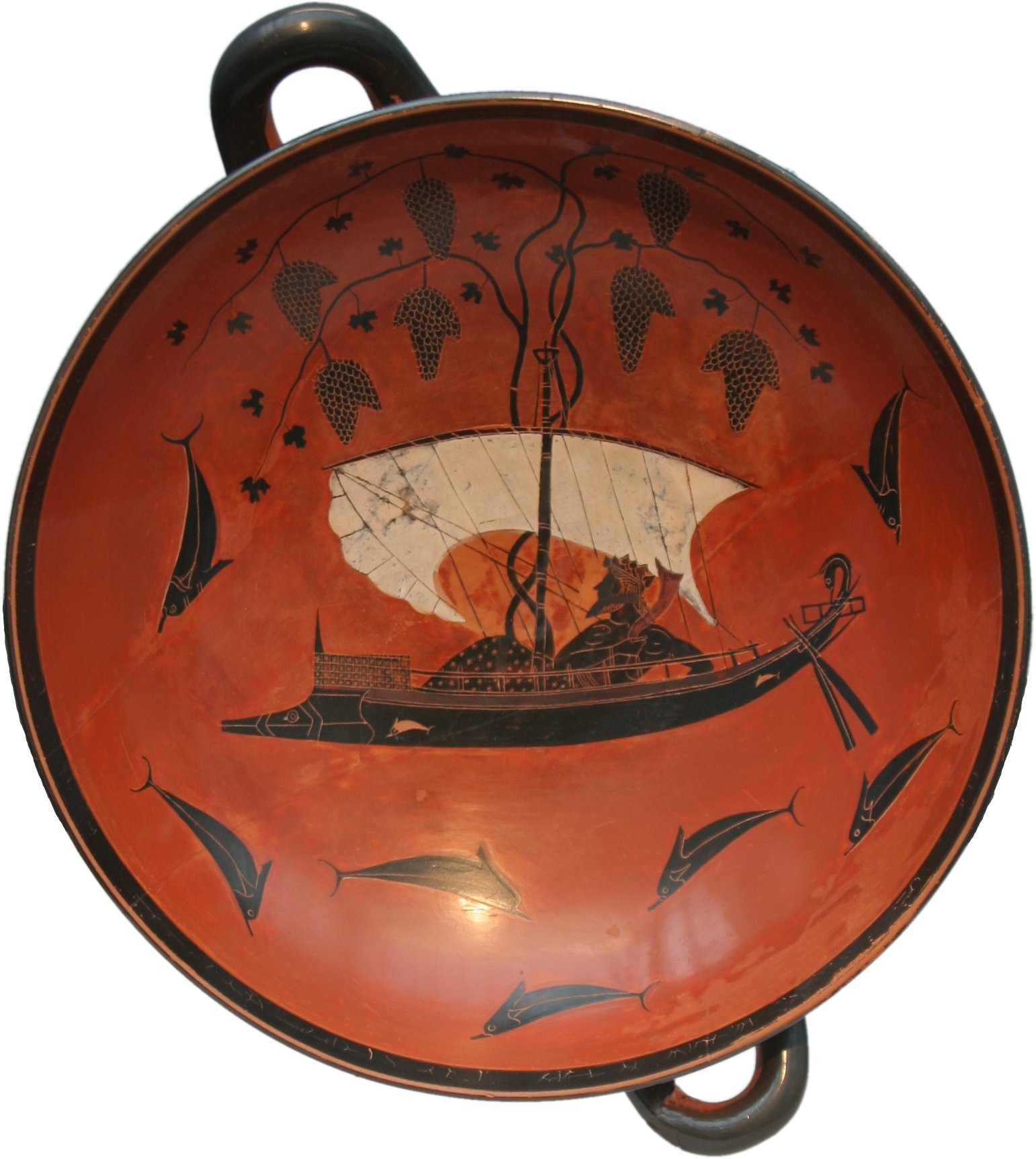
Чаша з очима «Діоніс на кораблі піратів», вазописець Ексекій
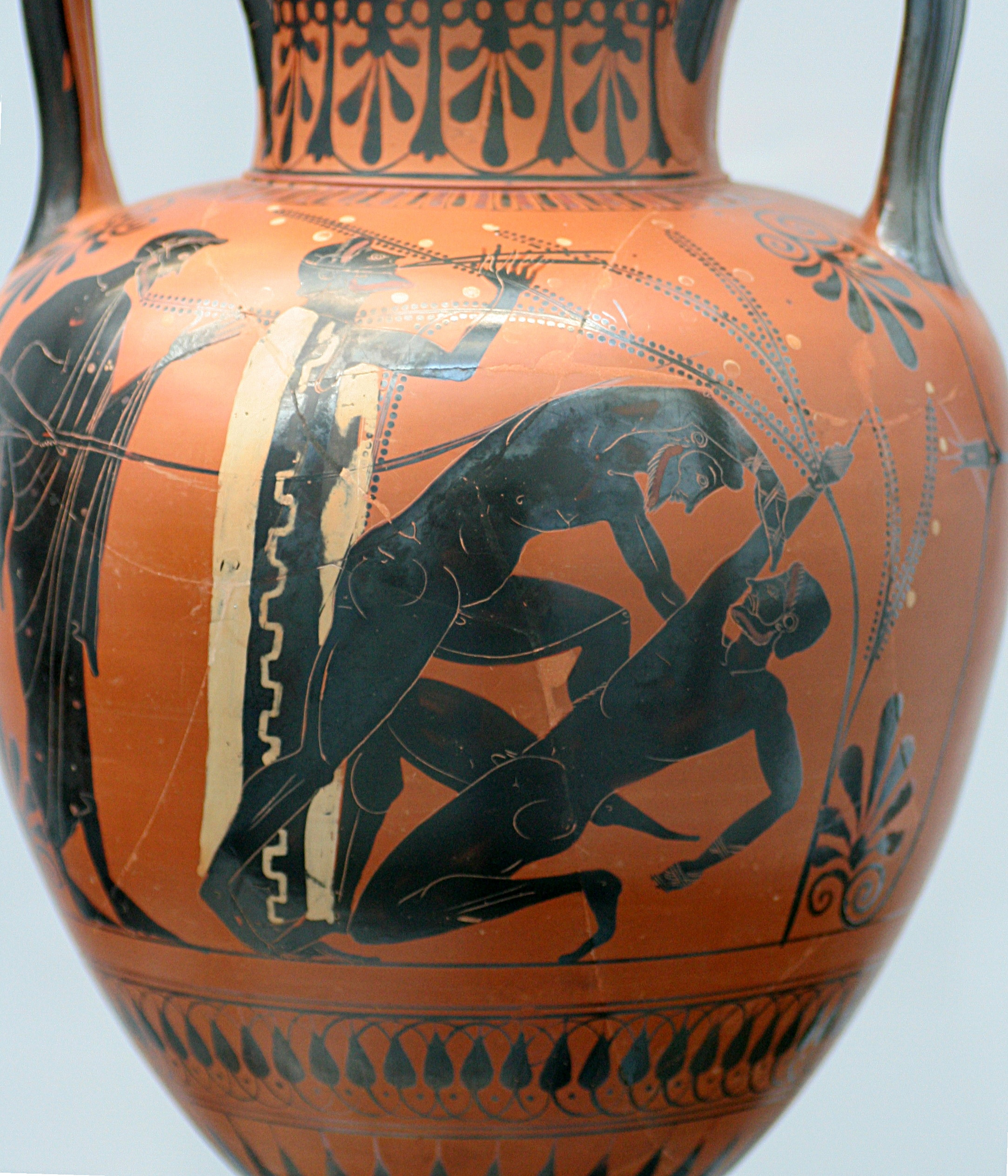
Чорнофігурна амфора з Аттики, Давня Греція. Борець з тренером.

В місті Афіни був цілий квартал ремісників по виготовленню посуду — Керамікос. Разом з ремісниками працювали і вазописці, особливі художники, що опанували техніки виготовлення фарб і розпису керамічних виробів. Тоді ж започаткували і традицію підпису імені вазописця. Завдяки цьому ми знаємо їх імена і відрізняємо їх твори. Виразність композицій античних майстрів настільки висока, що спокійно витримує збільшення і перенесення на полотно чи стіни новітніх, сучасних споруд.
Уяву про античні портрети дають так звані фаюмські портрети, виконані фарбами з віском (енкавстика) і вкриті ганозісом, що забезпечило їм довготривалість. Зразки фаюмських портретів можна бачити в великих музеях світу.

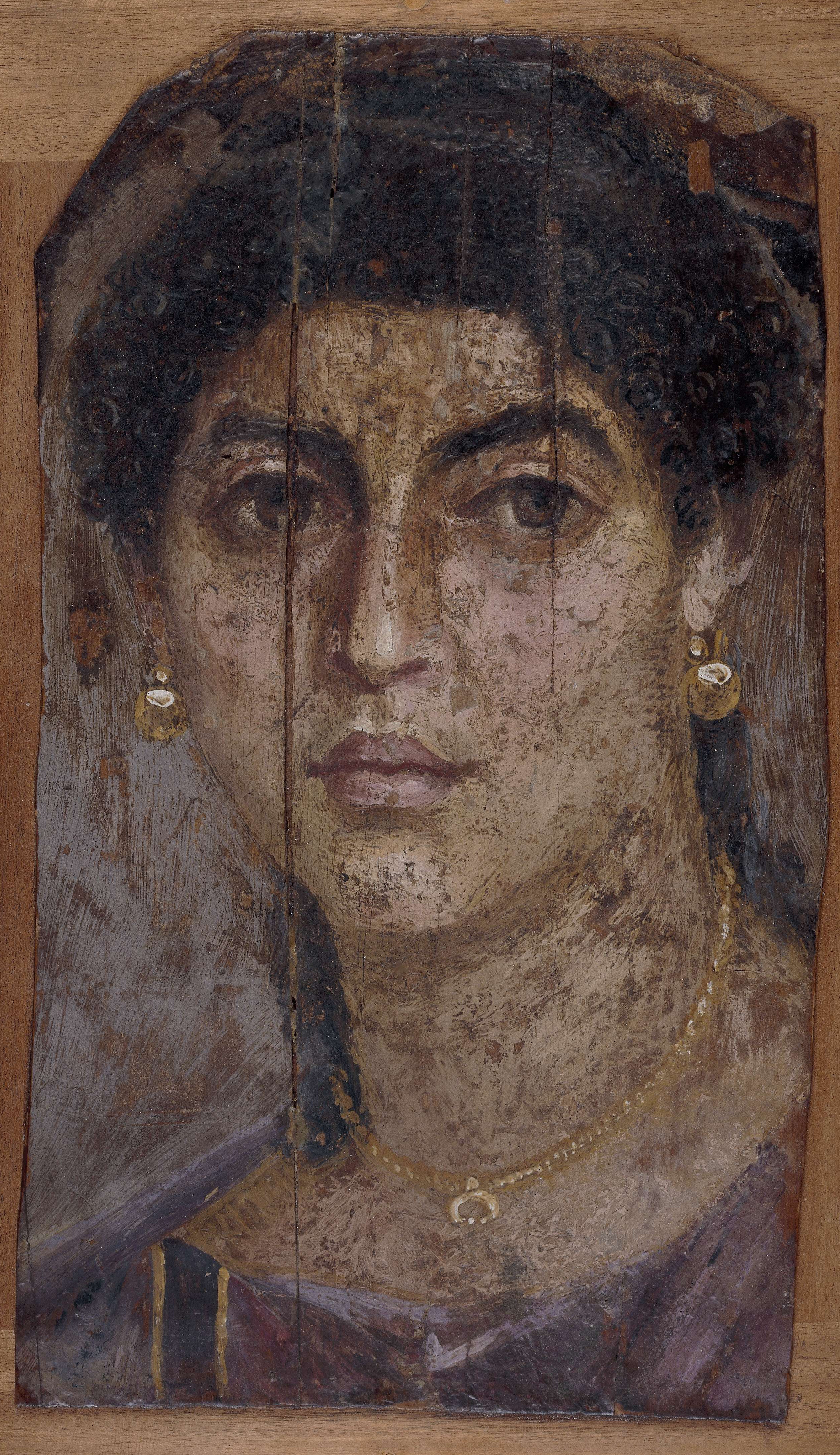
Фаюмський портрет жінки
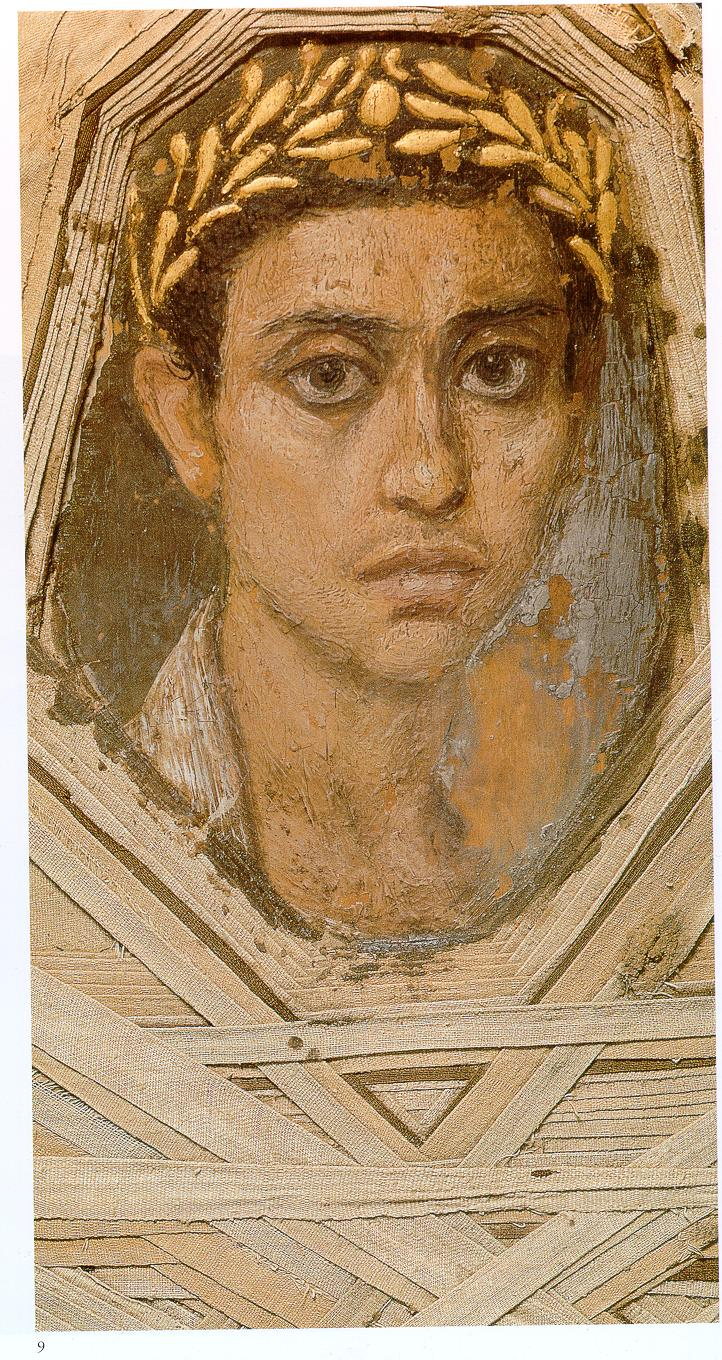
Юнак в золотому вінку. Фаюмський портрет. Метрополітен-музей
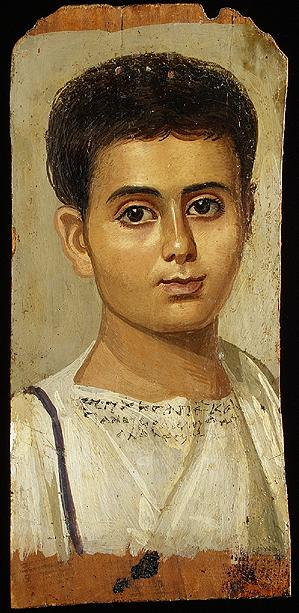
Хлопчик, фаюмський поррет

## Церкви християн як перші картинні галереї

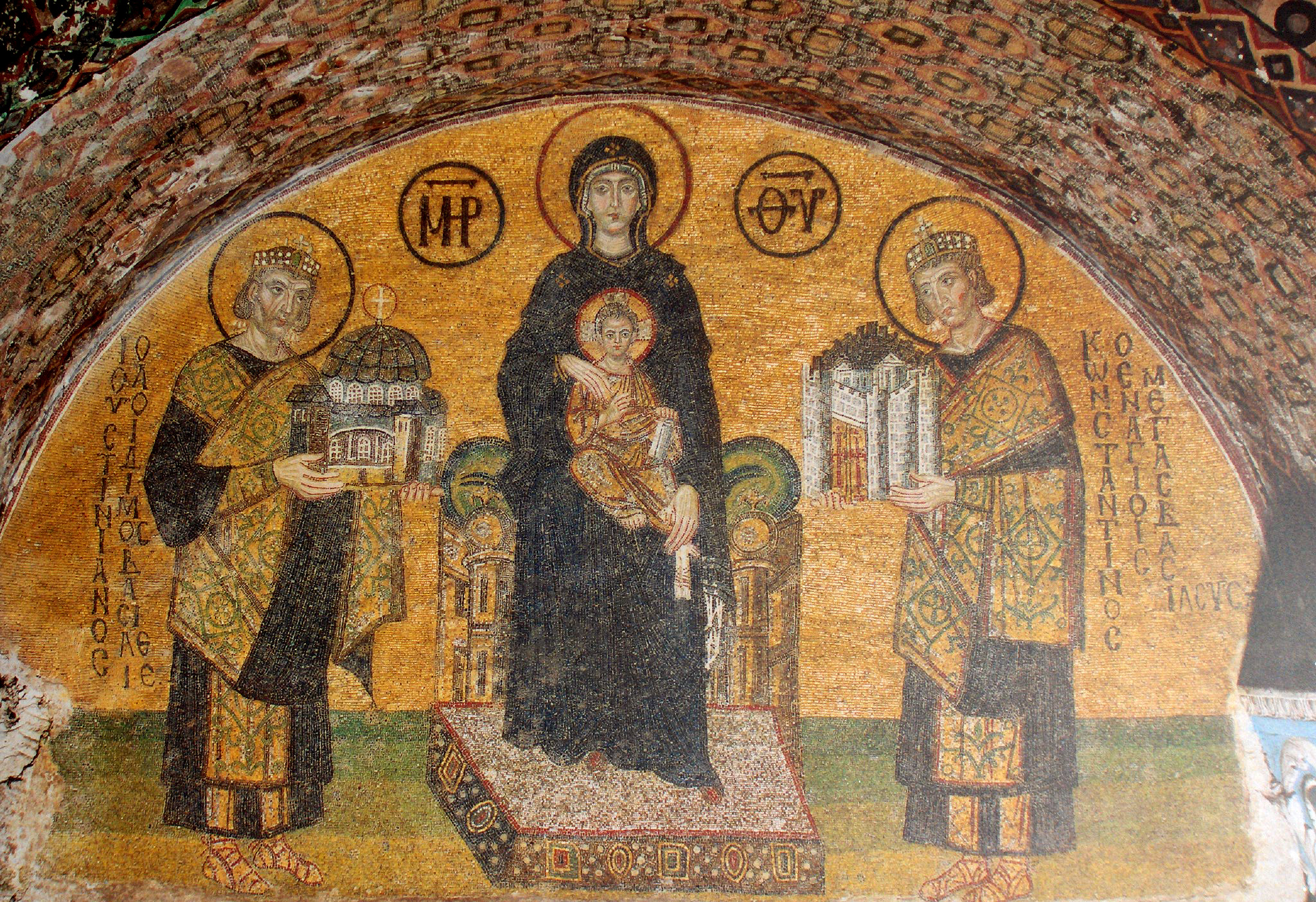
Богоматір з Юстиніаном і Костянтином, Агіа Софія, Константинополь

Разом з античними греками і римлянами зникли і пінакотеки. Язичницькі картини не були потрібні новому варварському населенню та новим християнам. Але християнські церкви поступово узяли на себе функції античних пінакотек, бо потребували роз'яснення неписьменому населенню біблійних сюжетів і життєписів святих.
Портрет в ранішньому середньовіччі відродився в Візантії, де вузьке коло імператорів замовляло свої зображення поряд з царем небесним Христом і Богородицею. Використовувались техніки фрески і мозаїки.

## Фрески церков Італії як картинні галереї і школи мистецтв
Школою мистецтв для майже всіх художників Флоренції доби ранішнього Відродження стала каплиця Бранкаччі з уславленими фресками художника Мазаччо (1401–1428).Художник мало прожив, але встиг зробити справжню реформу в живопису 15 століття. Героїчний характер персонажів фресок, їх благородство і навіть зовнішня привабливість стали зразками для низки майстрів — Сандро Боттічеллі, Філіппіно Ліппі, який отримав честь домалювати фрески Мазаччо після його передчасної смерті. Копіював фігури Мазаччо і геніальний Мікеланджело, хотя жив в іншу епоху, але твори Мазаччо вважав зразковими.

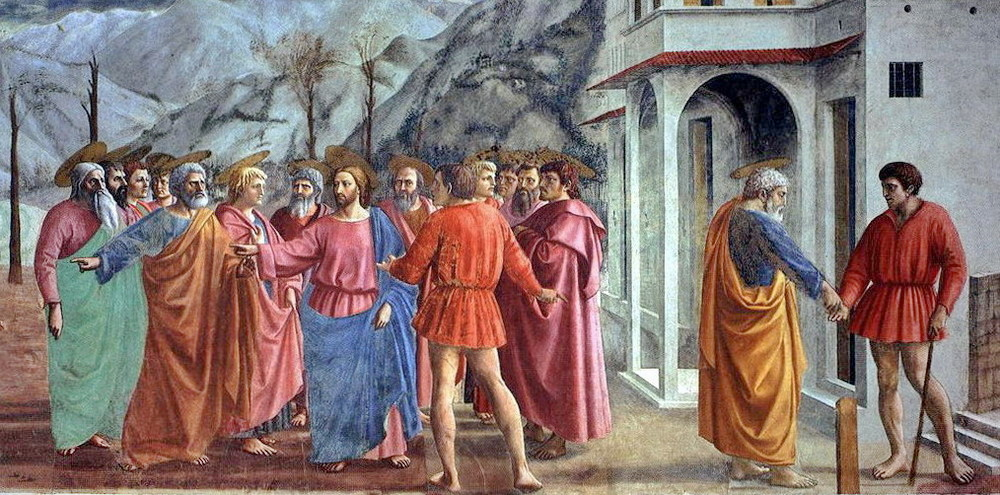
Худ.Мазаччо,фреска «Дінарій кесаря», каплиця Бранкаччі.Флоренція
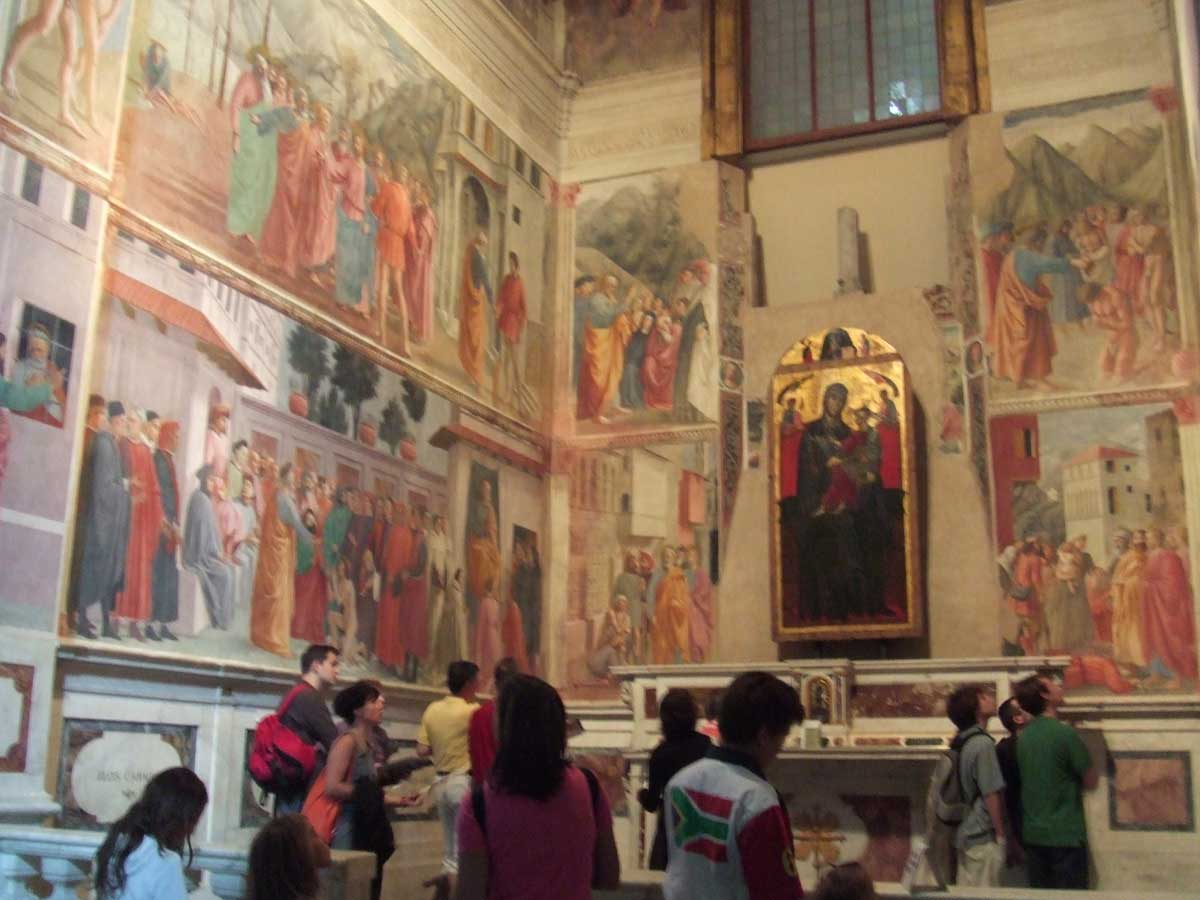
Фрески каплиці Бранкаччі.
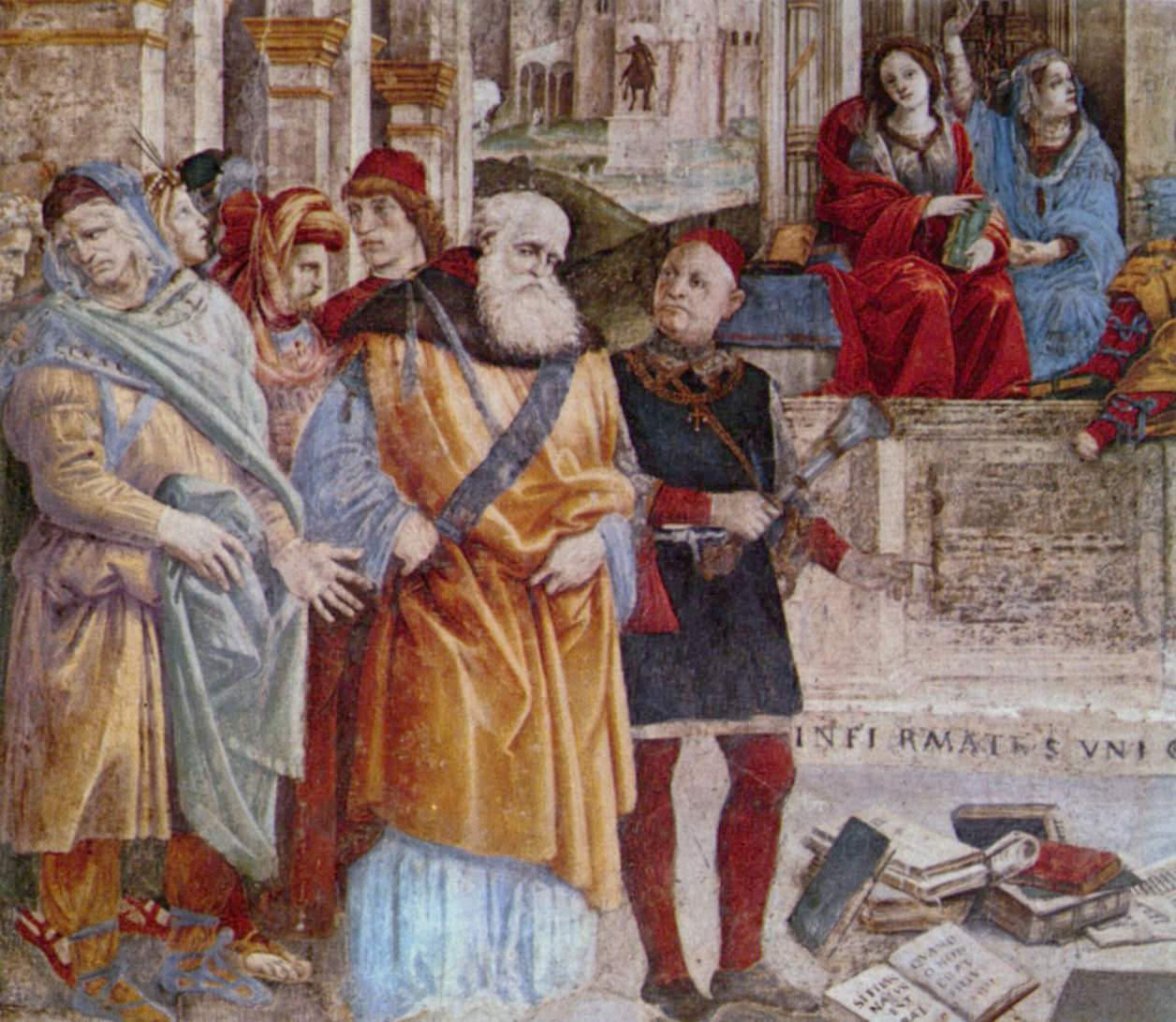
Худ.Філіппіно Ліппі. Фрески церкви Санта Марія сопра Мінерва, Рим.

Традиція навчання на фреских відомих майстрів залишилася й надалі. Великі майстри копіювали фреску Леонардо «Таємна вечеря» в трапезній Санта Марія деллеа Граціє в Мілані. І завдяки тим копіям ми знаєм, якою вона була до псування. Школою навчання була і залишається домова церква римських пап-Сикстинська каплиця.Фрески Боттічеллі, Перуджино, Мікеланджело давно відомі далеко за межами Італії.
Згадаємо натовп, що збігався хоч подивитися на картини Караваджо в церкву Сан Луїджи деі Франчезі в Римі. Хоч це було далеко і від Мазаччо, і від початку 15 століття. Так італійські церкви століттями виконували ролю античних пінакотек (картинних галерей), ролю художніх шкіл.

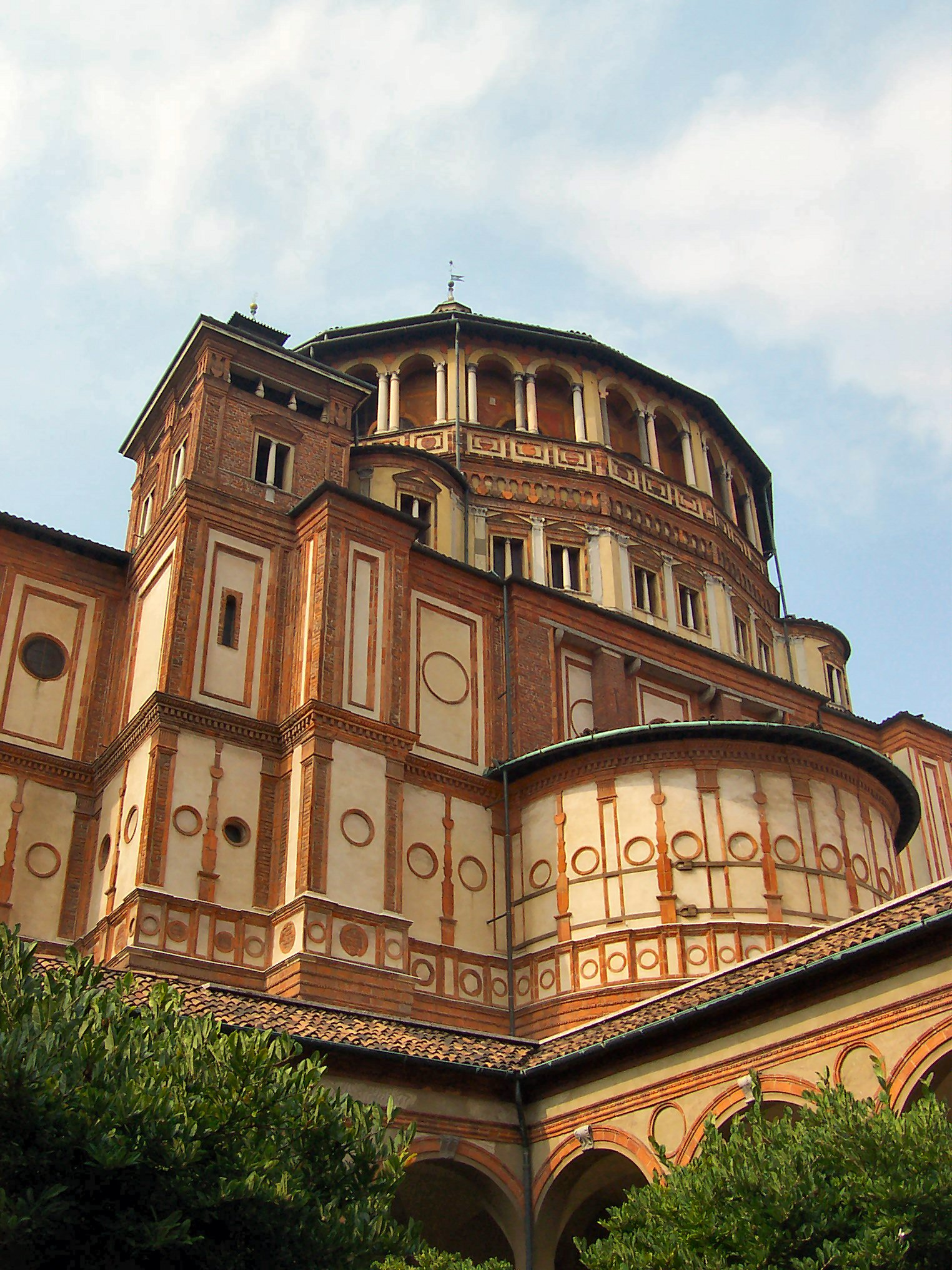
Санта Марія делла Граціє, Мілан.
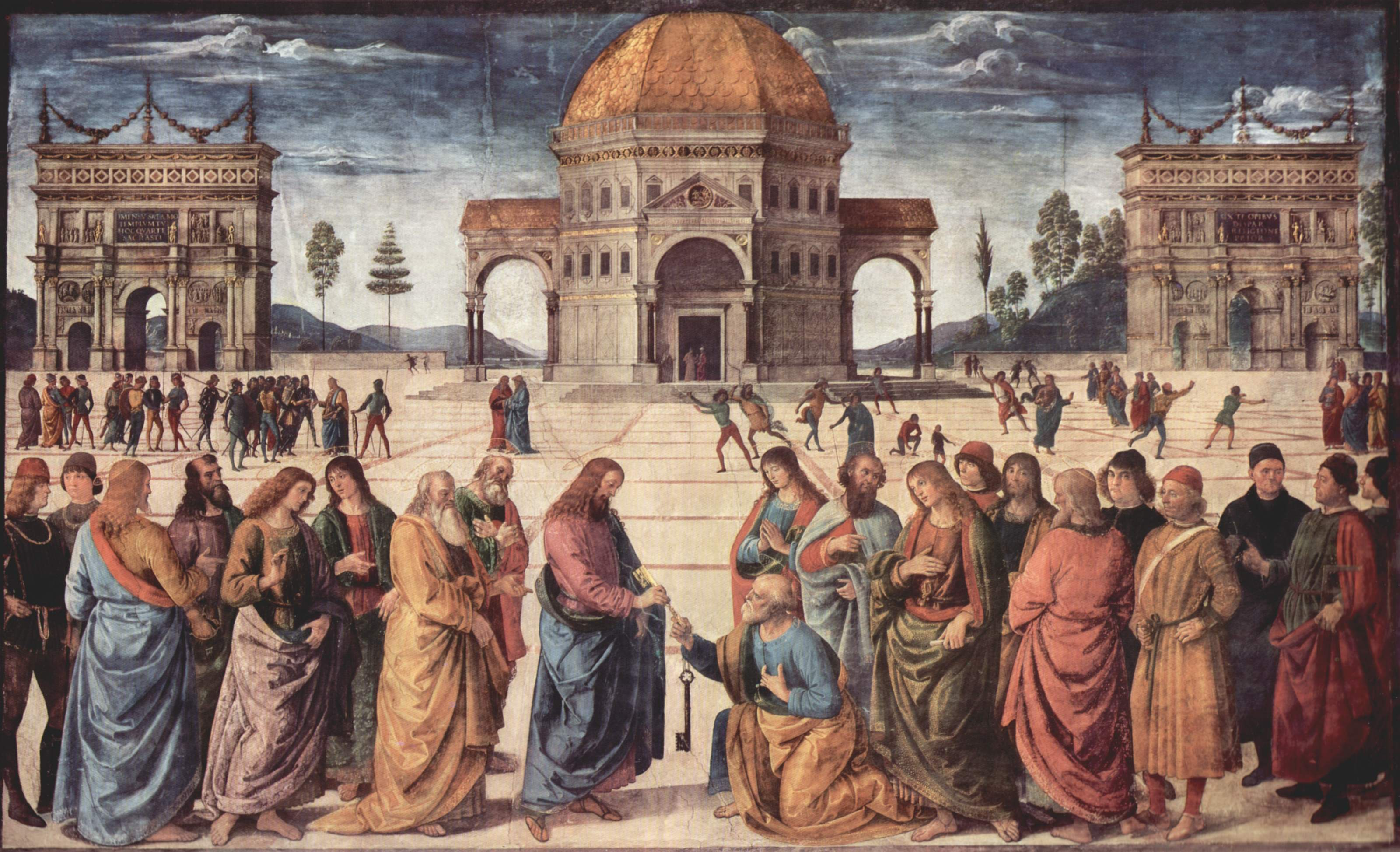
Фреска Перуджино. Христос віддає ключі від Раю апостолу  Петру. 1480-1482. Сикстинськая капелла. Ватикан.
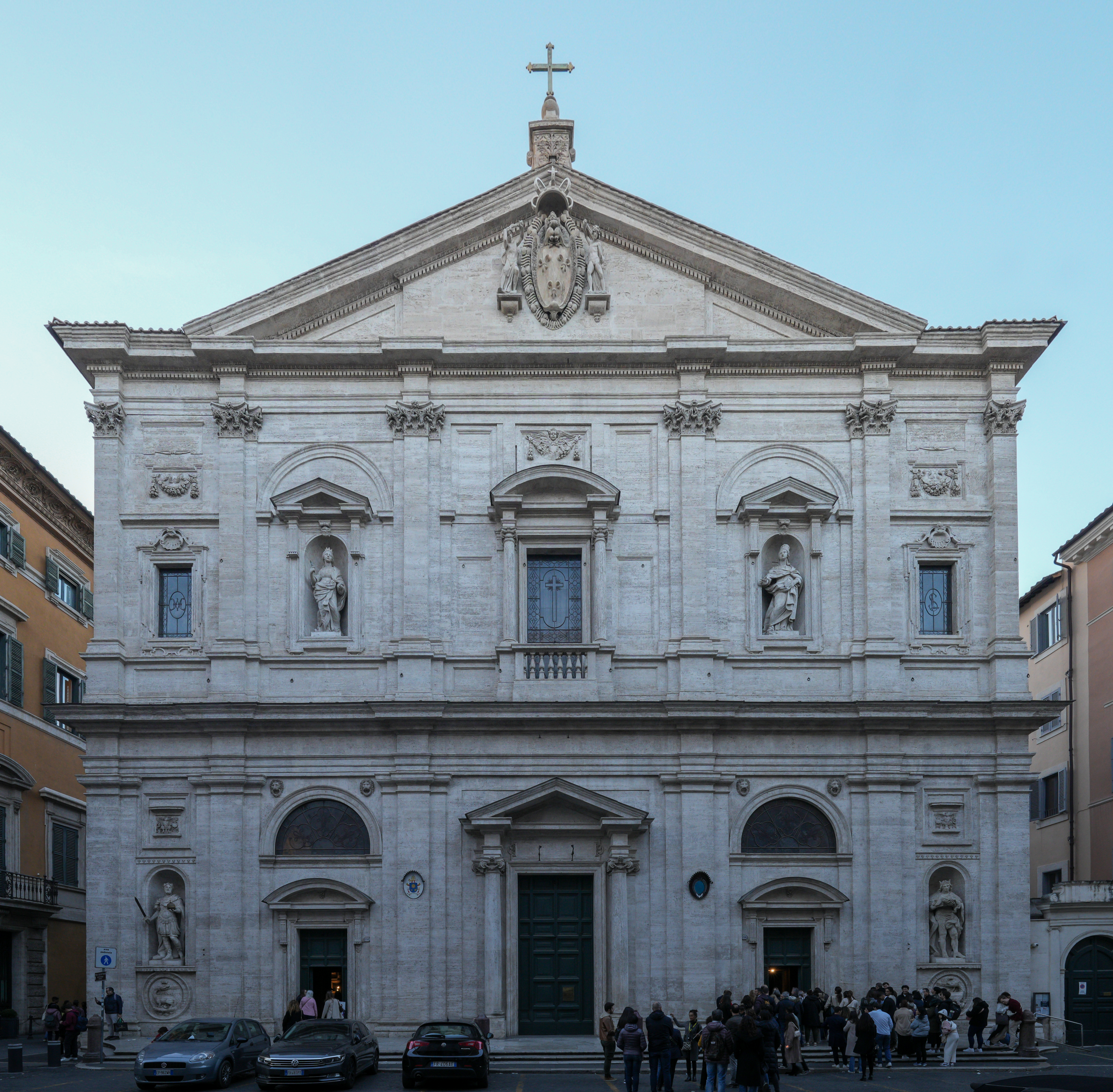
Сан Луїджі деі Франчезі

## Живопис і знання Біблії. Візантія

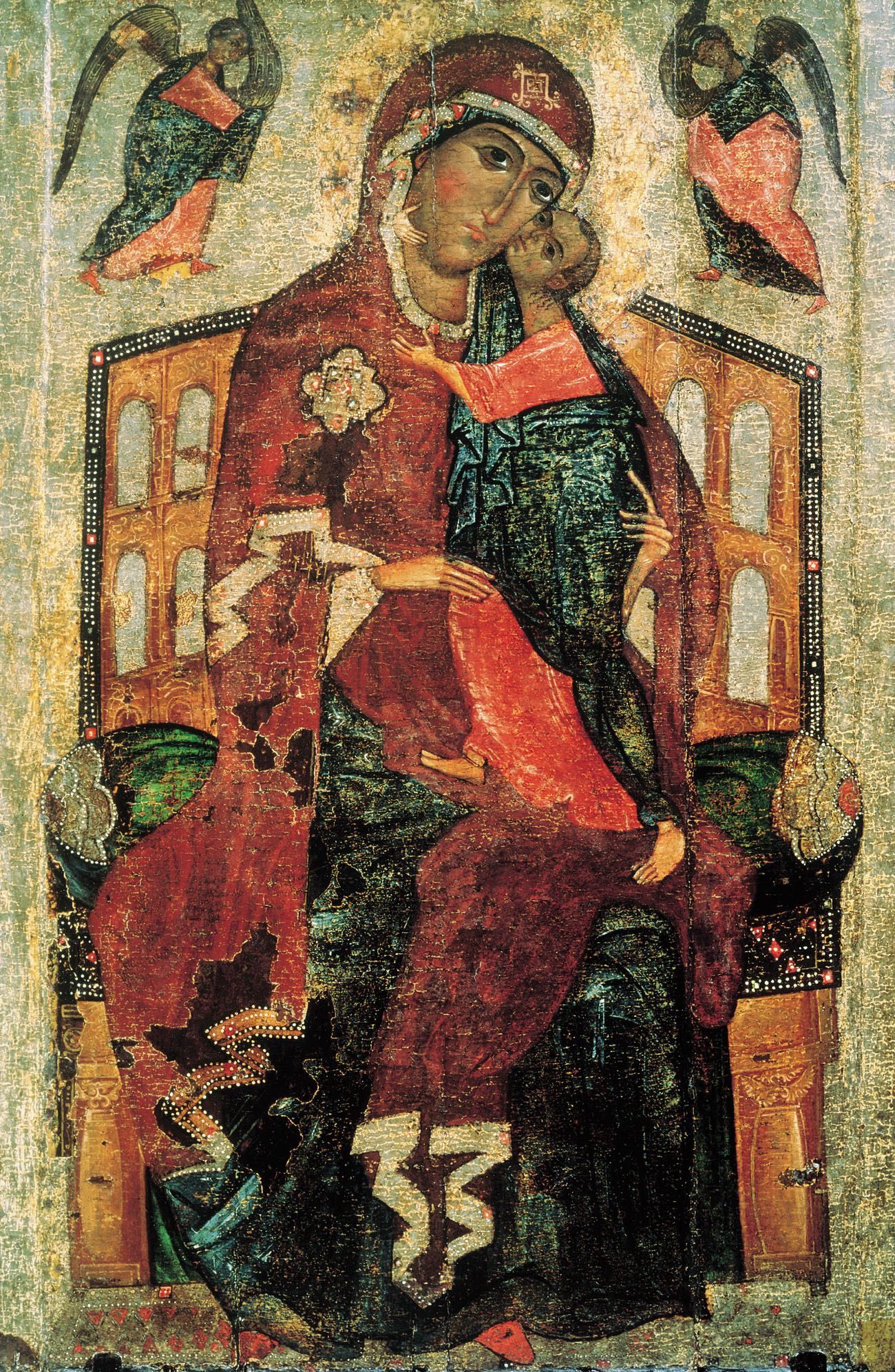
Богоматір Толгська, 13 ст.

Аби добре розуміти ікони чи картини так званих старих майстрів, потрібно читати Біблію. Могутній замовник релігійних образів — церква — вимагала доброго знання біблійних сюжетів, іконографії, національних традицій перш за все від художників. Церковні ієрархи пильно стежили за новими образами і їх відповідності вимогам.
В Візантії склалася система канонів і канонічних образів, що нівелювала особу художника, але повно використовувала його талант. Найбільше, що міг майстер, це зробити невеличку інтерпретацію у вузьких межах канону. Іконопис Візантії мав короткий термін вищих досягнень, що випав на 12-14 століття. Саме в цей термін намальовані уславлені домогольські ікони — Вишгородська Богоматір (Володимирська — Третьяковська галерея), Григорій Чудотворець(Ермітаж), Спас Нерукотворний(Третьяковська галерея)-всі 12 століття, Богоматір на троні 13 ст.(Вашингтон, США), Богоматір на троні(Москва, Музей образотворчих мистецтв) та ін. Саме ці образи будуть роками копіювати в Західній Європі, але дедалі більше насичуючи грецькі зразки деталями своєї реальності, відкинувши застарілі канони.

## Живопис і знання Біблії. Західна Європа

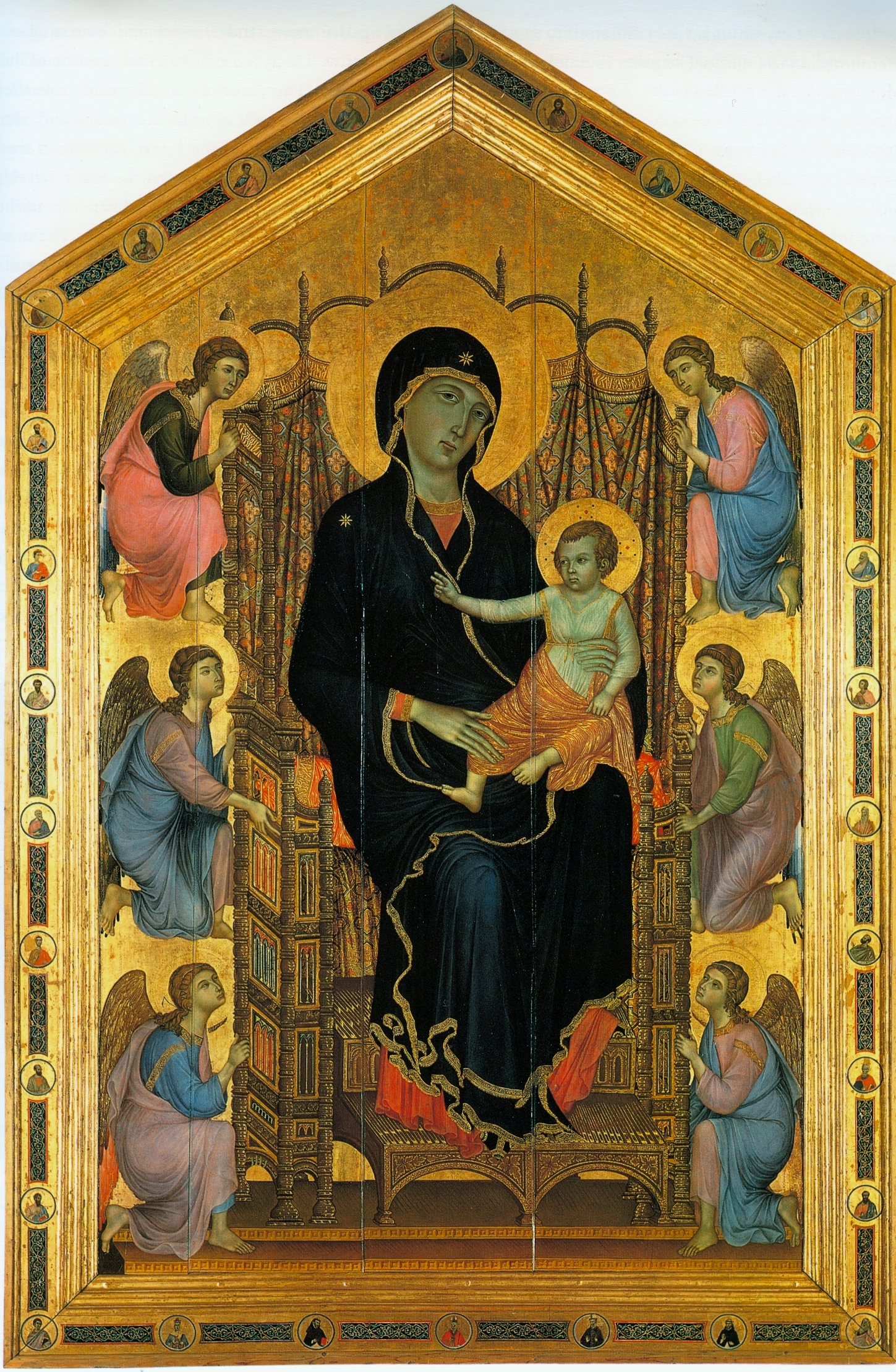
Дуччо. «Мадонна Ручеллаї» 1285 г. Флоренція, Галерея Уффіці.

В Західній Європі теж добре знали Біблію, але негнучкі канони Візантії тут не втримали позицій. Пошана до талановитих майстрів, тим паче архітекторів і художників, навпаки, піднесла авторитет митців, нівелювання не вийшло, а дійсність породила гуманізм і уяву про всемогутність людини, Творіння Бога. Якщо Дуччо в Італії 13 століття ще дотримуються візантійських канонів в вівтарних образах, то в ілюстраціях до Біблії канони пощезли.
Процес відходу від канонів поширився настільки, що їх перестали використовувати. Розбіжності між православ'ям і католицтвом лише надали моці цим розбіжностям. Папи римські контролювали виконання образів дедалі слабкіше, а собори церкви (Триденський у 1546 р.) швидше закріпляли зміни або рекомендували бажані сюжети, покладаючи на художників пошуки композиційних рішень. І виникла безліч тих рішень, що надзвичайно збагатило живопис взагалі. Так, сюжет «Моління про чашу» з різних століть добре розпізнається глядачем, але це ніяк не відкидає безлічі композиційних рішень художників Західної Європи. Цей принцип повністю стосувався й інших сюжетів, біблійних чи світських (Свята Ірина рятує Святого Себастьяна, Смерть Клеопатри, Благовіщення, Венера з Амуром, Христос у Марії і Марфи тощо).

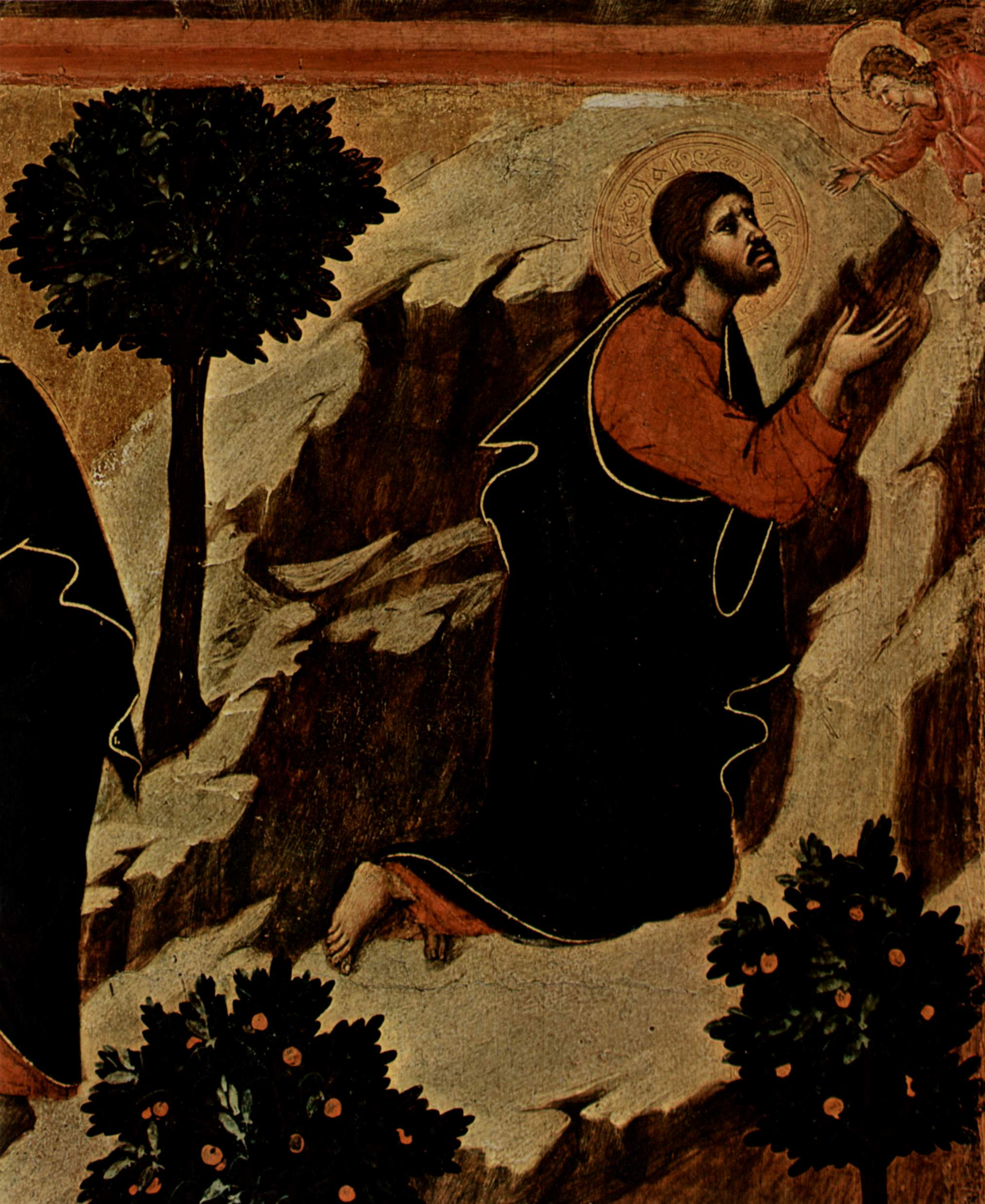
Дуччо. Моління про чашу, 13 ст. Сієна, музей кафедрального собору
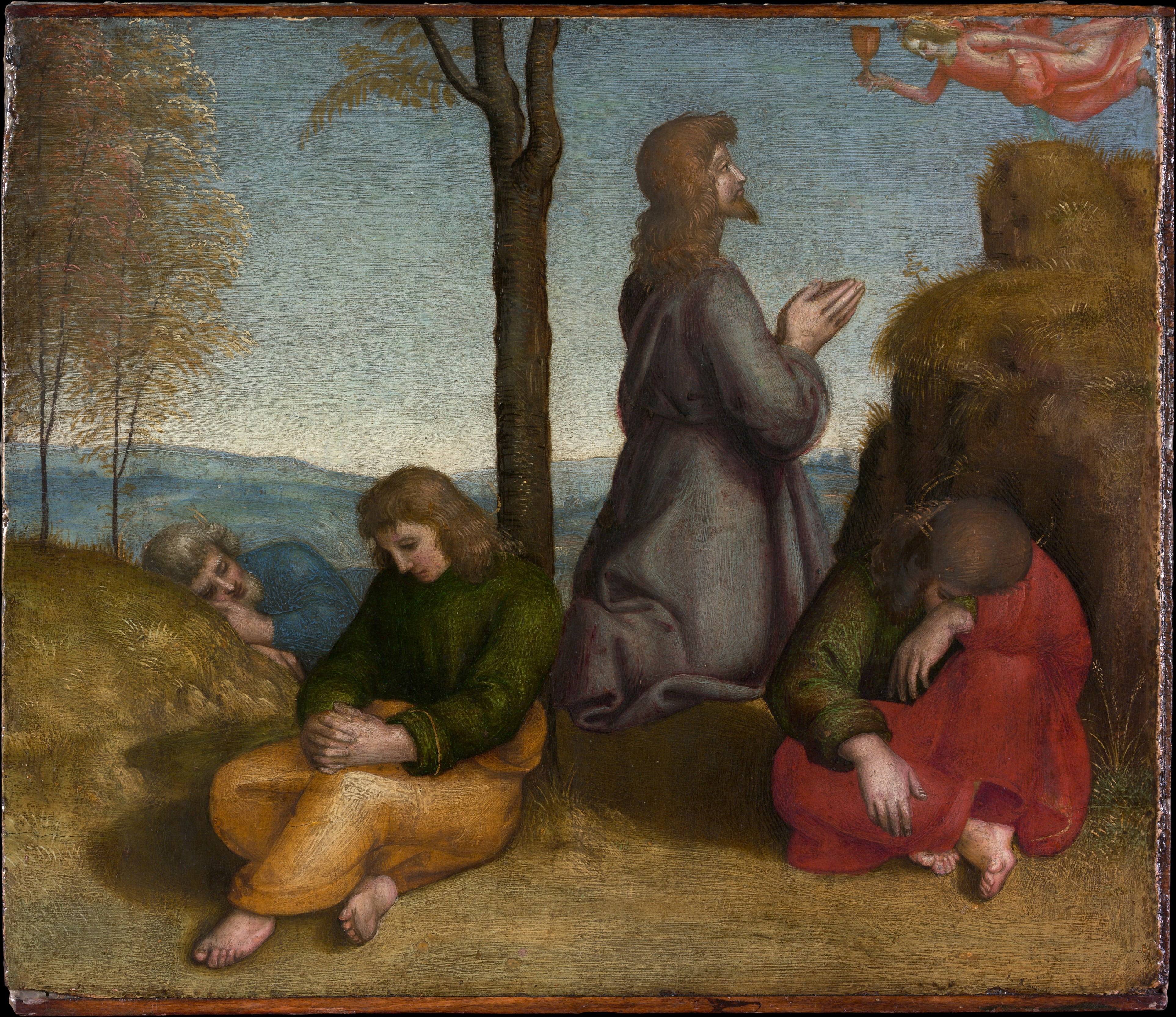
Рафаель. Моління про чашу, 16 ст. Метрополітен-музей
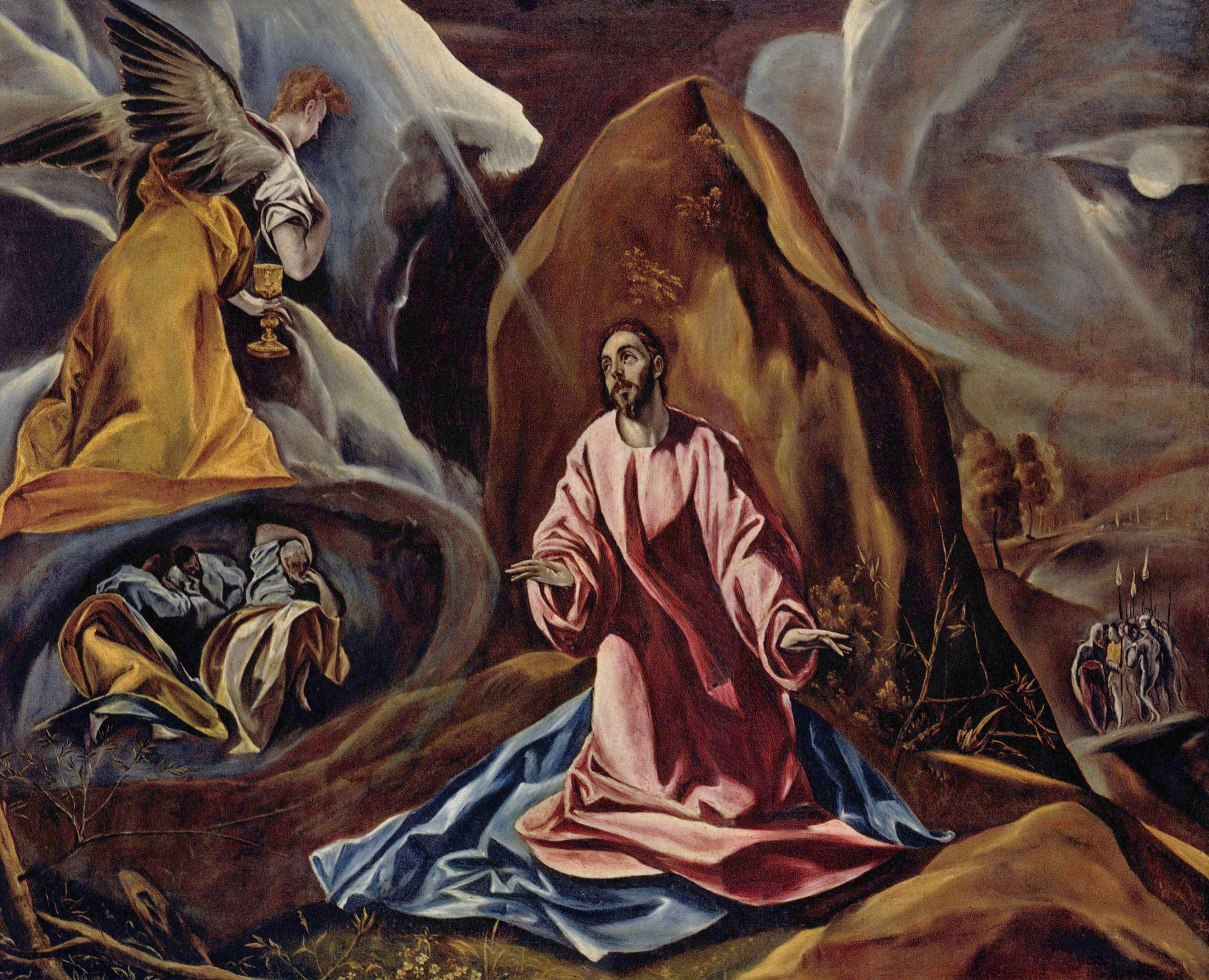
Моління про чашу (Ель Греко), 17 ст. Лондон

## Поява перших картинних галерей

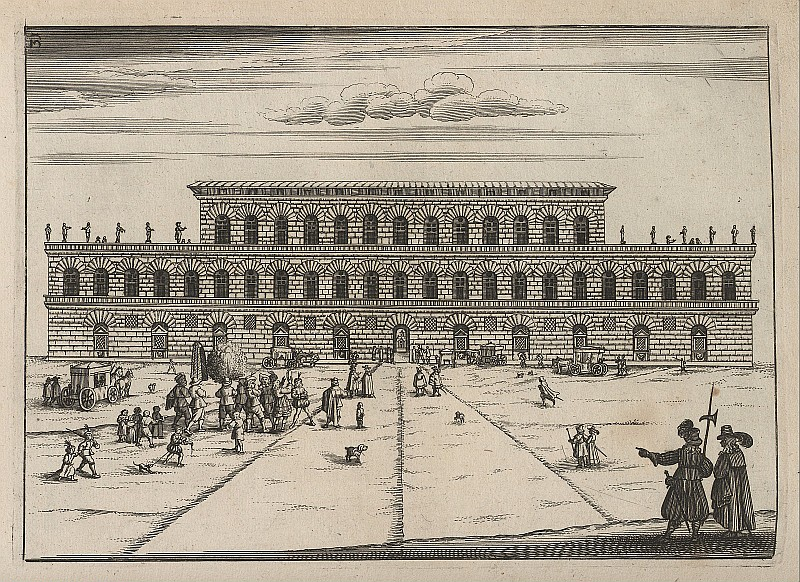
Палаццо Пітті на гравюрі 1664 року.

Найбільшою кількість станкових картин була в Італії. Саме тут виникають перші збірки-картинні галереї у церковних та світських можновладців. Перш за все це образи Богородиці з немовлям(уславлені італійські мадонни), образи Христа, популярних святих і портрети. Кількість художників не меншала, зростала і кількість картин.
Відома картинна галерея родини Медичі в палаццо Пітті, Флоренція, збірка римських пап в Ватикані та ін. Роля італійських церков як картинних галерей меншала впродовж виникнення приватних збірок в палацах і замках магнатів в Римі, Венеції, Мантуї, Феррарі, Генуї, Неаполі тощо. Особливо багато приватних картинних галерей виникло впродовж 17 століття, коли в процес втягнулися інші країни-Іспанія, Портругалія, Фландрія, Франція, Англія, Голландія, Швеція, Польща, Австрія, найменше-Данія, Німеччина, Швейцарія.
Деякі з приватних картинних галерей проіснували століття-Галерея маркіза Вінченцо Джустініані, збірка королеви Швеції Христини, галерея Боргезе, а потім були розпродані або перетворились на державні установи. Деякі приватні картинні галереї існують і досі (Доріа-Памфілі та ін.)

## Поява державних картинних галерей
Майже кожна велика картинна галерея має підмурком збірку королівського двору(у Франції, Данії, Швеції, Бельгії, Іспанії, Австрії, Росії).
- Сучасний Лувр виник на основі королівської збірки картин та конфіскації майна і картин вельмож впродовж французької революції 1789-93 рр. Відкритий для відвідин у 1793 році.
- Ермітаж починався як приватна збірка імператриці Катерини 2-ї у 1764 році, а був відкритим для відвідин лише у 1852 році. Подібна історія виникнення і у картинних галерей Дрездена, Мадрида, Мюнхена, Брюсселя.
- Деякі картинні галереї виникали за ініціативи владної адміністрації (пінакотека Брера, Мілан, відкрита у 1809 р.) чи активних громадських груп (Національна галерея, Лондон, відкрита у 1824 р.Метрополітен-музей, Нью-Йорк, відкритий у 1872 р.).
- По-своєму унікальна поява картинної галереї сучасного Музею образотворчих мистецтв у Москві. Професор університету Володимир Цвєтаєв витратив десять років свого життя заради створення музею, який не підтримував імператорський двір. Музей виник завдяки грошам спонсорів і дарункам колекціонерів. Відкритий для відвідин у 1912 р.
- В основі картинної галереї Музею мистецтв імені Богдана та Варвари Ханенків в Києві лежить приватна збірка Ханенків і українця-патріота В. Щавинського. Передана в дар 21 грудня 1918 року.
- Деякі картинні галереї зберегли в назві слово «пінакотека» (Стара Пінакотека, Мюнхен, Пінакотека в Ватикані, Пінакотека Брера, Національна пінакотека, Болонья).

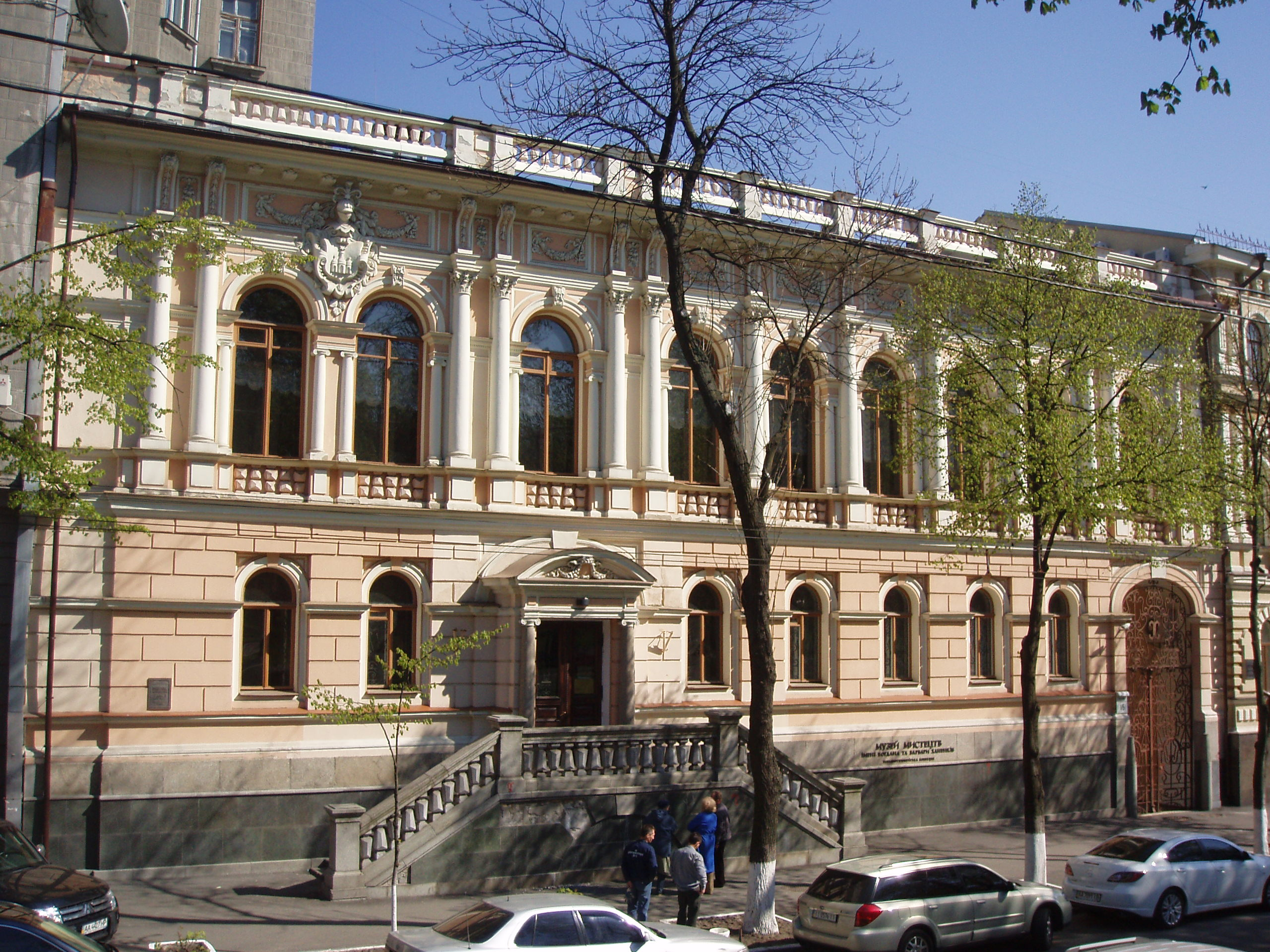
Музей мистецтв імені Богдана та Варвари Ханенків
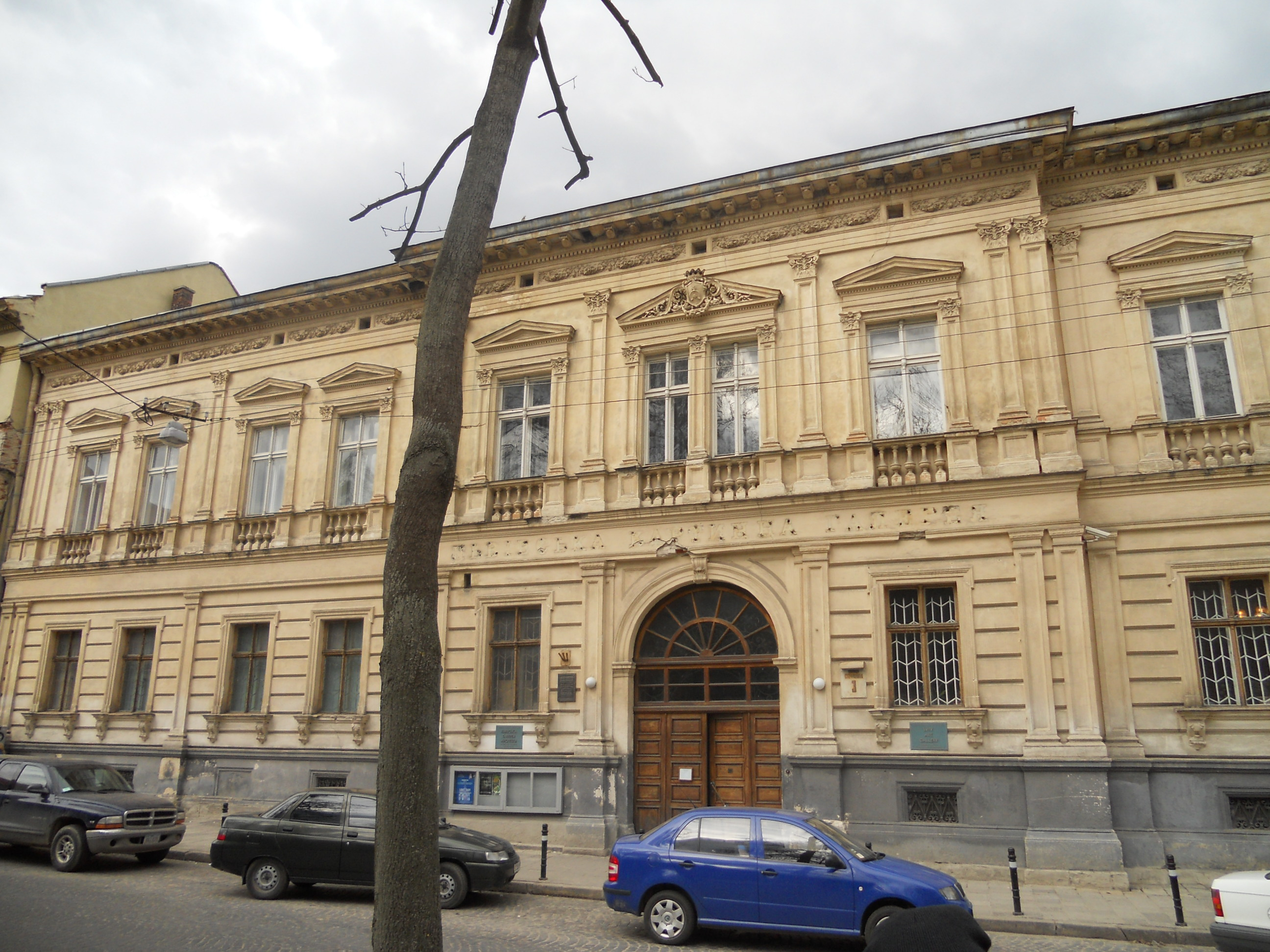
Львівська національна галерея мистецтв імені Бориса Возницького
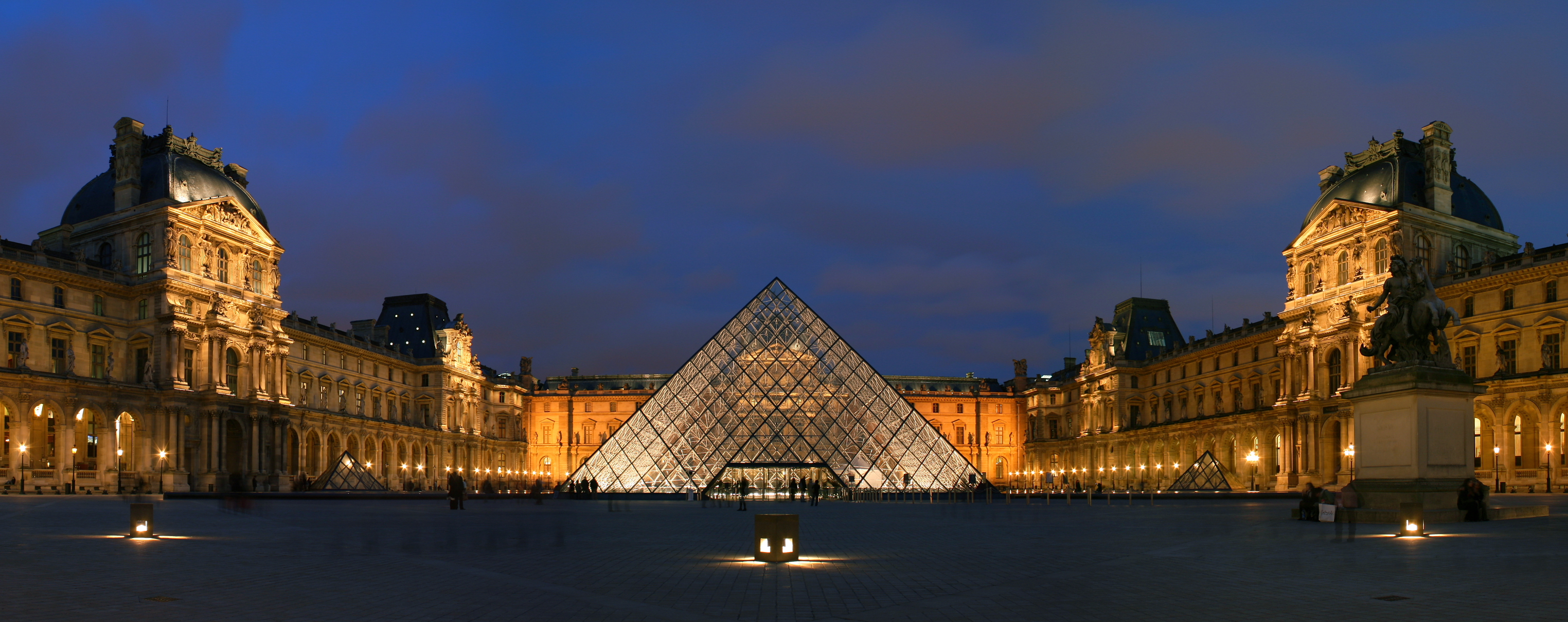
Лувр, парадний вхід
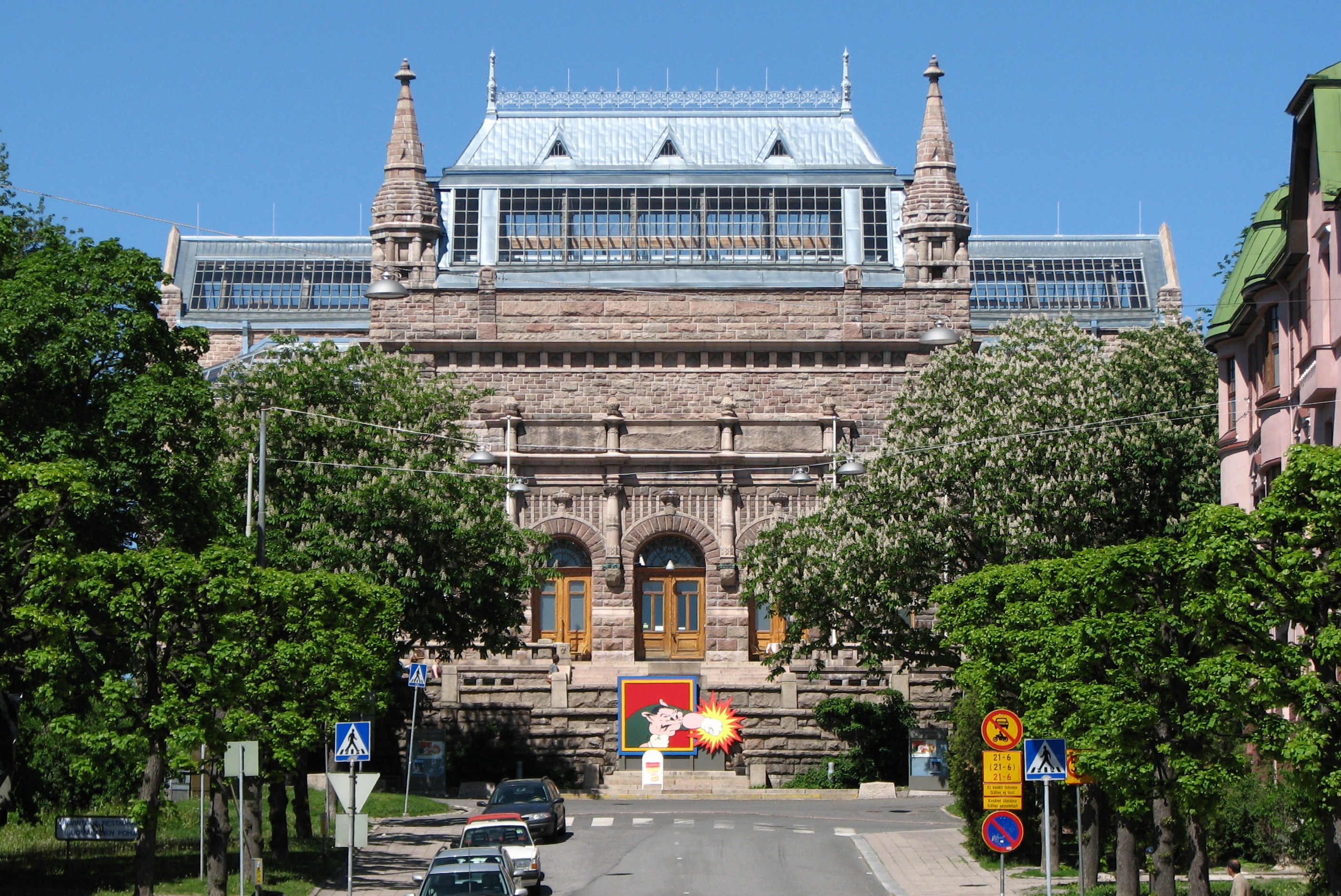
Художній музей Турку
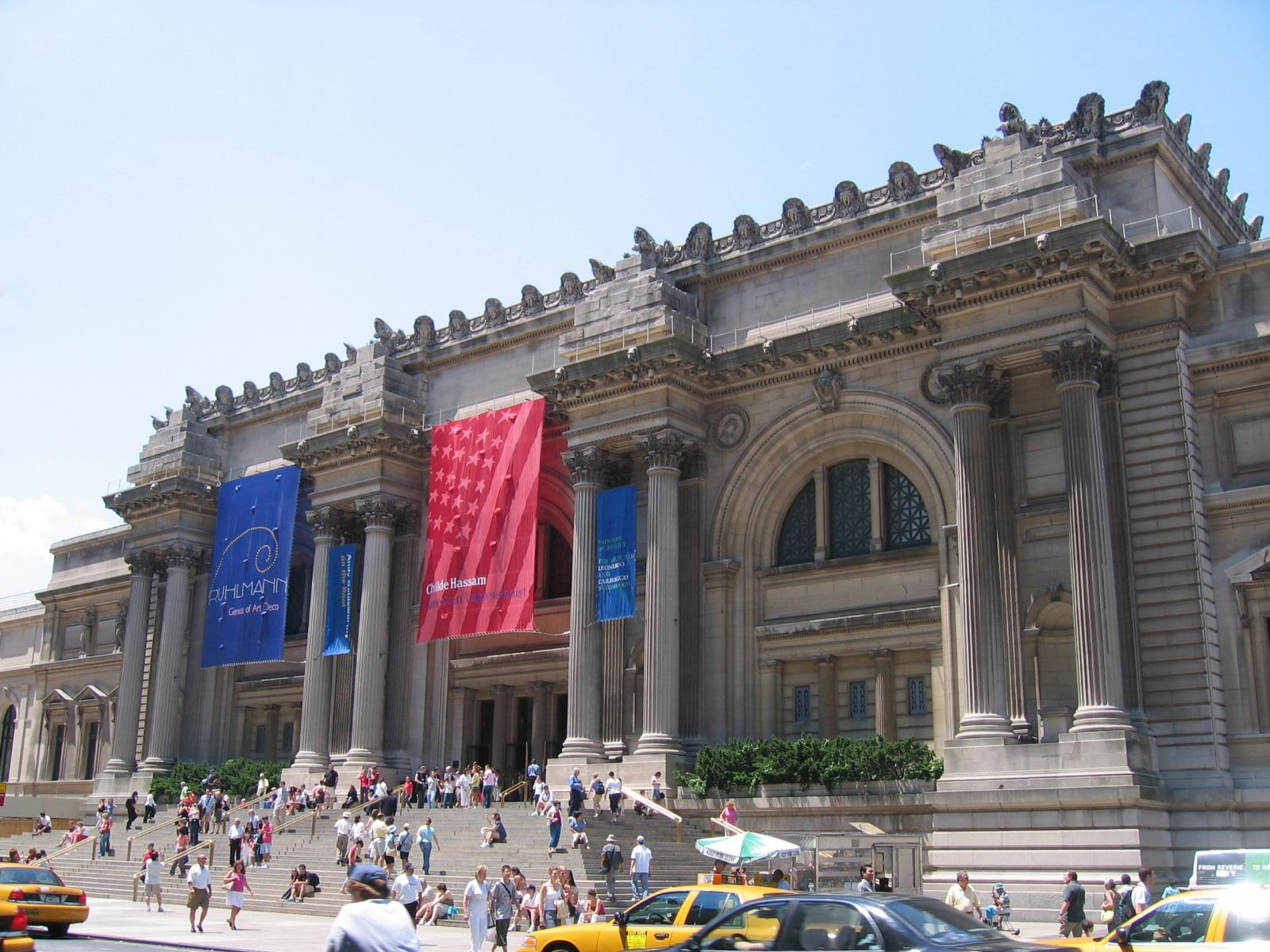
Метрополітен-музей